# Árni Vilhjálmsson
Árni Vilhjálmsson (Reykjavik, 9 de mayo de 1994) es un futbolista islandés que juega de delantero en el Al-Taraji Club de Arabia Saudita.

## Selección
| Selección             | Año   | Partidos | Goles |
| --------------------- | ----- | -------- | ----- |
| Selección sub-16      |       | 4        | 0     |
| Selección sub-17      | 2011  | 6        | 0     |
| Selección sub-19      | 2013  | 7        | 4     |
| Selección sub-21      | 2015- | 12       | 1     |
| Selección de Islandia | 2017- | 1        | 0     |

## Clubes
| Club                               | País           | Año       | Partidos | Goles |
| ---------------------------------- | -------------- | --------- | -------- | ----- |
| Breiðablik UBK                     | Islandia       | 2010-2012 | 97       | 39    |
| Haukar (cedido)                    | Islandia       | 2012      | 8        | 1     |
| Lillestrøm SK                      | Noruega        | 2015-2016 | 24       | 5     |
| Breiðablik UBK (cedido)            | Islandia       | 2016      | 12       | 6     |
| Jönköpings Södra IF                | Suecia         | 2017-2018 | 29       | 7     |
| Termalica Bruk-Bet Nieciecza       | Polonia        | 2018-2019 | 9        | 4     |
| F. C. Chernomorets Odessa (cedido) | Ucrania        | 2019      | 14       | 7     |
| F. C. Kolos Kovalivka              | Ucrania        | 2019-2020 | 15       | 5     |
| Breiðablik UBK                     | Islandia       | 2021      | 28       | 14    |
| Rodez A. F.                        | Francia        | 2022      | 13       | 2     |
| F. K. Žalgiris                     | Lituania       | 2023      | 21       | 5     |
| Novara F. C.                       | Italia         | 2024      | 9        | 0     |
| Al-Taraji Club                     | Arabia Saudita | 2024-     |          |       |

## Palmarés

### Títulos nacionales
| Título                | Club           | País     | Año  |
| --------------------- | -------------- | -------- | ---- |
| Supercopa de Lituania | F. K. Žalgiris | Lituania | 2023 |